# Poetryslam
Een poetryslam (naar Engels to slam = smijten, slaan) of poëzieslag is een moderne vorm van voordracht van poëzie. Enkele zogenaamde slamdichters, kortweg "slammers", presenteren hun gedichten tijdens een poetryslam aan het publiek op een podium.

## Vorm
Het is een combinatie van een aantal kunstvormen: voordracht, dichtkunst en performance. Bij het slamdichten maakt de dichter gebruik van intonatie, ritme en lichaamstaal. In de regel worden de gedichten uit het hoofd voorgedragen, van het blad aflezen past niet bij deze kunstvorm. Een slamgedicht wordt meestal gekarakteriseerd door toegankelijkheid, humor en een energieke stroom van woorden, waardoor het soms enigszins op rappen lijkt - maar vaak ook niet. Vaak zijn de teksten redelijk maatschappijkritisch, maar even vaak ook niet. De diversiteit is groot. Bij poetryslam is de kwaliteit van voordracht in elk geval even belangrijk als de inhoud. Daardoor verschilt het gebrachte ook van dichter tot dichter, wat het zowel uniek alsook lastig te kwalificeren maakt. Sommige dichters leggen juist de nadruk op de poëzie en de inhoud van hun teksten, anderen op de manier van voordragen en weer anderen leggen de nadruk op ritmiek, waardoor er meer een brug met hiphop ontstaat.
Vaak gebeurt een poetryslam in wedstrijdvorm. Binnen een bepaalde tijd en in een bepaald aantal rondes dragen de dichters hun gedichten voor. Een jury bepaalt welke slamdichter de beste is. Meestal krijgt ook het publiek een grote stem in wie er gaat winnen. Met applaus of stembriefjes kunnen zij dan een favoriet naar de volgende ronde stemmen. De deelname aan poetryslams is doorgaans open. Niet alleen de pur sang slamdichters, maar ook traditioneel ingestelde dichters kunnen meedoen; iedereen is welkom.

## Geschiedenis
Poetryslam is afkomstig uit de Verenigde Staten, waar het ontstond vanuit het idee dat dichtkunst meer moest gaan leven bij het grote publiek. In de jaren 1970 was het Marc Smith die in Chicago de eerste poetryslam organiseerde. Hij gaf het publiek de kans om zijn mening te laten geven, een belangrijk aspect van de poëzieslag, en liet de dichters het als boksers, compleet met bokshandschoenen, tegen elkaar opnemen. Hieruit ontwikkelde de wedstrijdvorm van poetryslam, waarbij het publiek mag stemmen, en werd het publiek aangemoedigd om luidkeels te reageren op gedichten.
Eind jaren 90 begon poetryslam over te waaien naar Europa. In Duitsland is poetryslam inmiddels een televisiefenomeen. Ook in Frankrijk bestaat een actieve slambeweging. In Nederland worden sinds 1998 poetryslams gehouden.

## Nederland
In Nederland kwam het fenomeen pas echt op gang in 1998 door de initiatieven van het Nijmeegse Wintertuin en het Amsterdamse Festina Lente. Van Festina Lente stamt ook de Nederlandse vertaling van het Engelse poetry slam: poëzieslag. Andere podia volgden snel, bijvoorbeeld Slamersfoort in Amersfoort en Dichter Bij Jou in Leiden. De uitgangspunten van deze podia waren gelijk: poëzie, de dichters en het publiek dichter bij elkaar te brengen en het publiek heeft ook een stem erin in wie wint.
Na een snelle groei in de populariteit van poetryslam in de beginjaren kwam een terugval in 2005. Sindsdien is het aantal slams weer flink aan het groeien, tot ongeveer twintig regionale poetryslams in 2022 met onder andere Poetry Slam Rotterdam, de Schiedamse Poetry Slam, Poetry Slam Amsterdam Vrijburcht en U-Slam Utrecht. Sinds 2002 wordt er een jaarlijks Nederlands Kampioenschap Poetry Slam georganiseerd.
Er zijn enkele opvallende verschillen tussen de manier waarop in Nederlands wordt geslamd, en landen zoals Duitsland of de VS. In de eerste plaats wordt in Nederland vaak met deskundigenjury's gewerkt, terwijl in het buitenland publieksjury's de norm zijn. Vaak dragen Nederlandse slamdichters meerdere korte gedichten in een ronde voor, terwijl internationaal de gewoonte is om één (lang) gedicht per ronde voor te dragen. In de derde plaats is het Nederlands publiek doorgaans stil tijdens de voordrachten, terwijl in de VS en Duitsland gebruikelijk is om goedkeuring en afkeuring voortdurend hardop te laten blijken. Samenvattend wijken de Nederlandse slams minder af van conventionele poëzie-evenementen; soms vormt het wedstrijdelement het enige verschil, en kan de slamdichter evengoed als een conventionele dichter gezien worden. Nederland kent ook veel slamdichters die de overstap naar het "papieren" circuit maken door de publicatie van een dichtbundel bij een erkende uitgever.

## België
In Vlaanderen heeft poetryslam haar ingang gevonden via open podia en poëzieavonden, vaak in cafés. Een voorbeeld is De Sprekende Ezels, een maandelijks terugkerend open podium (waar naast poëzie ook plaats is voor muziek, comedy en andere podiumkunsten) in Antwerpen, Brussel, Leuven, Turnhout en Gent. Hier is echter geen wedstrijdvorm aan verbonden. Het Gentse podium Stemschot had wel een regelmatige competitie, maar is niet langer actief. 
Jaarlijks wordt onder de noemer CBK Poetry Slam ook een Belgisch kampioenschap poetryslam georganiseerd. Dit werd in 2008 geïnitieerd door Philip Meersman in samenwerking met Creatief Schrijven. Sinds 2021 wordt het georganiseerd door het Vermeylenfonds. Opvallend is dat Nederlandstalige en Franstalige slammers op hetzelfde podium staan. De winnaar mag vervolgens naar het Europees kampioenschap. Zowel Carmien Michels (2016) als Marie Darah (2022) werden Europees kampioen.

## Poetryslam vs. publicatie
Het literaire tijdschrift vormde voor dichters lange tijd het belangrijkste opstapje naar een boekpublicatie. Tegenwoordig vervult de poetryslam even vaak deze rol. Een groot aantal slamdichters heeft - na een start op het podium - een bundel uitgebracht bij een uitgever. Slamdichters die zijn doorgebroken in het reguliere circuit, stoppen vaak met poetryslam.